# Klavdia Blinova
Klavdia «Klava» Mijáilovna Kudlenko de soltera Blinova (en ruso: Клавдия Михайловна Блинова; 24 de diciembre de 1920 - 23 de noviembre de 1988)  fue una piloto de caza soviética que combatió en la Segunda Guerra Mundial, inicialmente con el 586.º Regimiento de Aviación de Cazas, pero luego fue transferida al 437.º Regimiento de Aviación de Cazas, junto con las ases Yekaterina Budánova, Lidia Litviak y otros miembros de la unidad en septiembre de 1942. Posteriormente, pasó a volar en varios regimientos predominantemente masculinos, en los que participó en intensos combates aéreos durante la Batalla de Stalingrado. A pesar de haber sido derribada y hecha prisionera por los nazis durante la Batalla de Kursk, pronto escapó y volvió al combate.

## Biografía

### Infancia y juventud
Klavdia Blinova nació el 24 de diciembre de 1920 en la pequeña localidad rural de Mitinki en la Gobernación de Kaluga en el seno de una familia de campesinos rusos. Su familia se mudó a Ochákiv en el óblast de Moscú en la década de 1930, donde asistió al club de vuelo local de la asociación paramilitar OSOAVIAJIM (Unión de Sociedades de Asistencia para la Defensa, la Aviación y la Construcción Química de la URSS). y finalmente se convirtió en instructora de vuelo.

### Segunda Guerra Mundial
En octubre de 1941, poco después de la invasión alemana de la Unión Soviética, Blinova se ofreció como voluntaria para el servicio de vuelo de primera línea y fue aceptada en el 122.º Grupo de Aviación, una unidad especial formada íntegramente por mujeres, al mando de Marina Raskova. Comenzó a entrenar en la Escuela de Aviación Militar de Engels, allí fue asignada al 586.º Regimiento de Aviación de Cazas, unidad donde solo eran aceptadas las mejores y más competitivas candidatas.
El 7 de marzo de 1942, Raskova anunció al regimiento que habían sido destinadas a la defensa aérea de Moscú. El regimiento, sin embargo, no abandonó Engels hasta el 9 de abril de 1942, aunque en su camino a Moscú tuvieron que hacer escala en el aeródromo de Razbóishchina, para sustituir los esquíes del tren de aterrizaje. Debido a la imposibilidad de hallar nuevas ruedas se vieron atrapadas en el campo de aviación cuyas instalaciones dejaban mucho que desear. La pista de aterrizaje era «un lago de aceite y combustible en cuya orilla se oxidaban vehículos abandonados. Había mierda por todas partes, y del techo del comedor caía directamente sobre los platos toda clase de sustancias inefables».
Después de varias semanas de inactividad en tan deprimente lugar, las integrantes del regimiento recibieron por fin la orden de ponerse en marcha, aunque en este caso su destino no sería Moscú sino Sarátov, a pesar de que la ciudad contaba con importante instalaciones militares e industriales lo cierto es que se encontraba lejos del frente y hasta entonces no había sufrido ningún bombardero por parte de la aviación alemana. Partieron hacia su nuevo destino el 14 de mayo. Allí permanecerieron estacionadas en el aeropuerto de Anísovka, durante este periodo surgió una gran antipatía hacia la comandante del regimiento Tamara Kazárinova, de ella se quejaban, principalmente, que no se ponía a los mandos de su avión y que las trataba con gran severidad. Muchas consideraron que su forzosa inactividad se debía a su comandante que consideraba que todavía «no estaban listas».

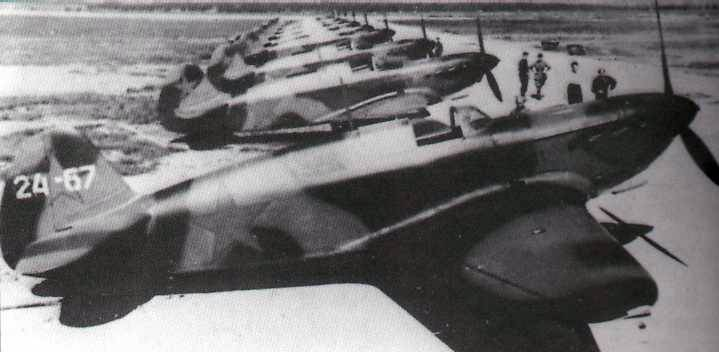
Cazas Yakovlev Yak-1 similares a los que utilizó Blinova durante la batalla de Stalingrado

A principios de septiembre de 1942, el 8.º Ejército Aéreo, que combatía en la batalla de Stalingrado, solo tenía, en condiciones de combate algo más de 97 aparatos, muchos de los cuales eran modelos I-15 o I-16 ya obsoletos, razón por la cual su comandante, el teniente general Timofei Jriukin, solicitó que se le asignaran todos los aviones Yakovlev Yak-1 que hubiera disponibles en ese momento. Es por eso, que el 1.er escuadrón del 586.º Regimiento de Aviación de Cazas, que tenía ocho nuevos cazas Jak-1, fuera transferido al Frente de Stalingrado. Sus nuevas órdenes establecían que debían combatir a los aviones de reconocimiento enemigos. Sin embargo, muchas pilotos consideraban que había sido su comandante Kazárinova, la que había solicitado el traslado al general Alexander Osipenko, para deshacerse de algunas de las pilotos más críticas con ella.
El escuadrón, formada por ocho pilotos y sus correspondientes dotaciones de tierra (armeras y mecánicas), fue dividido en dos escuadrillas y enviadas a distintos regimientos en los alrededores de Stalingrado, así una escuadrilla, al mando de Klavdia Necháieva e integrada por Klavdia Blinova, Antonina Lébedeva y Olga Shájova, fue asignada al 434.º Regimiento, mientras que la segunda escuadrilla, al mando de Raisa Beliáieva y formada por María Kuznetsova, Yekaterina Budánova y Lidia Litviak, fue enviada al 437.º Regimiento de Aviación de Cazas. De estas ocho aviadoras, cinco morirían en combate y una sería capturada por los alemanes. El 10 de septiembre, finalmente las aviadoras abandonaron la base aérea en Sarátov y se dirigieron a Stalingrado.
La escuadrilla de Beliáieva, aterrizó en un pequeño aeródromo en Ájtuba Superior cerca de Stalingrado, aunque tuvieron que abandonarlo rápidamente ya que el pueblo se encontraba bajo un nutrido fuego de artillería alemana con lo que volvieron a despegar y se dirigieron a otro aeródromo situado a veinte kilómetros de Stalingrado. Allí se unieron al 437.º Regimiento de Aviación de Cazas, donde fueron recibidos con incredulidad e incluso hostilidad por los pilotos varones que formaban el regimiento. Su comandante, Maksim Jvóstikov, aceptó de mejor talante la ayuda que le llegaba, su regimiento llevaba combatiendo en Stalingrado desde 19 de agosto, para entonces había perdido la mayor parte de sus aviadores y los refuerzos que le habían llegado tenían muchas menos horas de vuelo que las pilotos femeninas de Beliáieva.
Al llegar a los regimientos exclusivamente masculinos, las mujeres inicialmente se encontraron con una más que evidente hostilidad y los hombres no estaban dispuestos a volar con ellas, aunque finalmente sus actitudes cambiaron. A Blinova, ansiosa por entrar en combate, se le ofreció la oportunidad de tomar cursos de formación de pilotos de combate, pero declinó y decidió unirse al 653.º Regimiento de Aviación de Cazas para entrar en combate activo lo antes posible. Allí, mientras la unidad estaba estacionada en el frente de Kalinin, realizó 37 salidas, 12 de ellas de combate, por las que recibió su primera medalla militar, la Medalla al Valor.
Más tarde, en febrero de 1943, el regimiento se trasladó al Frente del Noroeste y el 18 de marzo pasó a llamarse 65.º Regimiento de Aviación de Cazas de la Guardia. Pronto, la vieja amiga de Blinova del 586.º Regimiento de Aviación de Caza, Antonina Lébedeva, se unió al regimiento mientras se entrenaba en la reserva hasta mayo de 1943. En julio, la unidad entró en combate durante la batalla de Kursk; en su primer día en la batalla, participó en un combate aéreo y, a finales de agosto, ya se había distinguido en combate, después de conseguir tres derribos compartidos en el transcurso de 48 vuelos, veintitrés de ellos en salidas de combate y quince combates aéreos individuales.
A principios de ese mismo mes, el 4 de agosto de 1943, fue derribada y obligada a lanzarse en paracaídas sobre territorio enemigo. Intentó huir hacia las líneas soviéticas, pero resultó herida después de recibir un disparo en la pierna de una ametralladora alemana. Capturada y tomada como prisionera de guerra, la golpearon violentamente durante los interrogatorios antes de que finalmente la subieran a un tren con un grupo de prisioneros, pero ella y algunos prisioneros lograron escapar gracias a que uno ellos fue capaz de esconder una navaja, que usaron para hacer un agujero en el vagón del tren y salir de uno en uno. Después de alcanzar las líneas soviética, fue interrogada por el SMERSH y originalmente se suponía que debía ser enviada a un campo NKVD para ex prisioneros de guerra, pero Vasili Stalin (el hijo de la segunda esposa de Iósif Stalin) utilizó su influencia para evitarlo y logró que volviera a su unidad. Después de un breve entrenamiento en la Escuela de Oficiales Superiores de Combate Aéreo en Lyubertsy, regresó a su regimiento, con el que luchó en el Tercer Frente Báltico y el Tercer Frente Bielorruso.
La piloto describía así uno de los combates aéreos en los que participó:

El bombardero revoloteó de una nube a otra, ¡yo lo seguí! La persecución frenética se apoderó de mí: ¡no podía faltar! Cuando me di cuenta de que había entrado en la nube con el giro a la derecha, giré mi avión para encontrarme con el fascista bajo el borde de las nubes. Al cabo de un momento se asomó frente a mí. Casi a quemarropa di un tiro largo. Los Junkers cayeron. Continúo mi búsqueda…

### Posguerra
Tras el fin de la guerra, se casó con su colega aviador Grigori Kudlenko, navegante del 65.º Regimiento de Aviación de Cazas de la Guardia con el que sirvió durante la guerra. Como civil, trabajó como asistente de vuelo y participó activamente en el movimiento de veteranos antes de su muerte el 23 de noviembre de 1988.

## Condecoraciones
|  | Orden de la Guerra Patria de 2.do grado, dos veces. |
|  | Medalla al Valor.                                   |